# Непальско-норвежские отношения
Непальско-норвежские отношения — двусторонние отношения между Непалом и Норвегией. Были установлены 26 января 1973 г.

## Государственный визиты
Сотрудничество между странами в области развития было налажено в 1996 году в связи с подписанием меморандума о взаимопонимании. Меморандум был подписан министром Норвегии по сотрудничеству в целях развития Кари Нордхейм Ларсен и министром финансов Непала д-ром Рамом Шаран Махатом 22 ноября 1996 года.
В 2008 году премьер-министр Норвегии Йенс Столтенберг и министр окружающей среды и международного развития Эрик Солхейм посетили Непал.
В 2009 году премьер-министр Непала Прачанда посетил Норвегию.

## Поддержка
В 2017 году, помощь Норвегии Непалу составила около 32 миллионов долларов. Приоритетами Норвегии в Непале являются: образование, благое управление и энергия.

## Взрыв у посольства
В 2000 году Норвегия открыла свое посольство в Катманду. Непал имеет нерезидента в Копенгагене.
В мае 2008 года у здания норвежского посольства в Катманду взорвалась бомба. Никто из людей не пострадал.